# 徳瀬川正直
德瀬川 正直（とくせがわ まさなお、1983年8月6日 - ）は、モンゴル国オブス県（出生地はウランバートル市）出身で桐山部屋（引退時は朝日山部屋）に所属した元大相撲力士。本名はバダムサンボー・ガンボルド（モンゴル語キリル文字表記：Бадамсамбын Ганболд）。身長190cm、体重158kg、血液型はB型。得意手は右四つ、寄り 。最高位は西前頭筆頭（2011年2月28日発表順席による）。大相撲八百長問題にて引退勧告処分を受け、引退した。

## 来歴
13歳の頃からモンゴル相撲を始め、18歳の時にモンゴルジュニア級4位の成績を残す。遠縁のモンゴル相撲関脇にあたる人物が旭鷲山と面識があり、そのつてから大学を半年で中退し来日。実業団相撲の摂津倉庫相撲部で1ヶ月稽古後に桐山部屋へ入門した。
2003年（平成15年）7月場所で初土俵を踏んだ。2006年（平成18年）7月場所で、同じモンゴル出身の大天霄戦に敗れた際、「ピスタ!（モンゴル語で"女性器"を表す言葉で、この場合日本語に訳すと"馬鹿野郎!"）」と暴言を吐いて大天霄の胸を小突き、勝負審判から注意を受けた。2006年（平成18年）11月場所で三段目優勝を果たした。
2007年（平成19年）1月場所は番付を関取昇進を狙える幕下15枚目以内に番付を上げたが、その後は幕下上位で一進一退が続き、2008年9月場所では東幕下5枚目で3勝3敗で7番相撲で十両若天狼に敗れ負け越し、2009年（平成21年）1月場所では当時の自己最高位西幕下3枚目まで番付を上げたが、2勝3敗から十両琴国に敗れ、ここでも負け越した。
2009年（平成21年）5月場所は、13日目に西幕下2枚目にあって7戦全勝で幕下優勝を決め、翌7月場所の新十両昇進を果たした。桐山親方（黒瀬川）が育てた初の関取となる。新十両で迎えた2009年（平成21年）7月場所は8勝7敗と十両で初めて勝ち越し、翌9月場所は東十両6枚目まで番付を上げたが6勝9敗と負け越した。東十両筆頭で迎えた2010年（平成22年）1月場所は9勝6敗で終え、翌3月場所で新入幕を果たした。
2011年1月場所限りで桐山部屋が閉鎖され、それに伴い朝日山部屋へと移籍した。同年4月1日、大相撲八百長問題に関する日本相撲協会の発表により相撲協会から引退勧告を受けた。この処分について「証拠もないのにどうなんですかね。納得していない。恨みはないけれど受け入れられない」とコメントした。他の処分を受けたモンゴル人力士や白鵬と話し合った結果、4月5日、引退届を提出し受理された。4月6日、モンゴルへ帰国。モンゴルに住む家族が中傷されており、同じく八百長問題で引退した白馬、光龍、猛虎浪、保志光と共に後にモンゴルで釈明会見を行った。断髪式は5月28日に都内のホテルで行われた。
奇しくも2月28日に発表された順席では西前頭筆頭と自己最高位に番付を上げていた。また、2011年3月場所が中止となったため、移籍した朝日山部屋の力士としては一度も土俵に上ることなく角界を去った。白鵬の談話からその年の7月11日から始まるモンゴルのナーダムに出場することが明らかになった。現在はウランバートル市の警備会社でガードマンとして勤務している。

## 主な成績

### 通算成績
- 通算成績：223勝163敗9休（46場所）
- 幕内成績：48勝42敗
- 幕内在位：6場所

### 各段優勝
- 幕下優勝：1回（2009年5月場所）
- 三段目優勝：1回（2006年11月場所）

### 場所別成績
| | 一月場所 初場所（東京） | 三月場所 春場所（大阪）   | 五月場所 夏場所（東京） | 七月場所 名古屋場所（愛知） | 九月場所 秋場所（東京） | 十一月場所 九州場所（福岡） |
| --- | ----------------------- | ------------------------- | ----------------------- | --------------------------- | ----------------------- | --------------------------- |
| 2003年 （平成15年） | x                       | x                         | （前相撲）              | 東序ノ口38枚目 6–1          | 西序二段68枚目 6–1      | 西三段目96枚目 6–1          |
| 2004年 （平成16年） | 西三段目96枚目 6–1      | 西三段目36枚目 6–1        | 西幕下51枚目 3–4        | 西三段目5枚目 5–2           | 西幕下44枚目 1–6        | 西三段目11枚目 4–3          |
| 2005年 （平成17年） | 西幕下59枚目 3–2–2      | 西三段目12枚目 2–5        | 東三段目37枚目 3–4      | 西三段目51枚目 3–4          | 西三段目71枚目 6–1      | 東三段目15枚目 3–4          |
| 2006年 （平成18年） | 東三段目30枚目 4–3      | 西三段目15枚目 休場 0–0–7 | 東三段目76枚目 4–3      | 西三段目56枚目 4–3          | 東三段目38枚目 5–2      | 東三段目13枚目 優勝 7–0     |
| 2007年 （平成19年） | 西幕下13枚目 4–3        | 西幕下11枚目 3–4          | 東幕下17枚目 4–3        | 西幕下12枚目 5–2            | 東幕下6枚目 3–4         | 東幕下11枚目 4–3            |
| 2008年 （平成20年） | 西幕下7枚目 2–5         | 西幕下18枚目 5–2          | 東幕下10枚目 4–3        | 西幕下7枚目 4–3             | 東幕下5枚目 3–4         | 東幕下7枚目 5–2             |
| 2009年 （平成21年） | 西幕下3枚目 3–4         | 西幕下6枚目 5–2           | 西幕下2枚目 優勝 7–0    | 西十両9枚目 8–7             | 東十両6枚目 6–9         | 西十両8枚目 10–5            |
| 2010年 （平成22年） | 東十両筆頭 9–6          | 西前頭13枚目 8–7          | 西前頭11枚目 9–6        | 西前頭7枚目 8–7             | 東前頭4枚目 6–9         | 西前頭6枚目 8–7             |
| 2011年 （平成23年） | 西前頭4枚目 9–6         | 八百長問題 により中止     | 西前頭筆頭 引退 –       | x                           | x                       | x                           |
| 各欄の数字は、「勝ち-負け-休場」を示す。 優勝 引退 休場 十両 幕下 三賞：敢=敢闘賞、殊=殊勲賞、技=技能賞 その他：★=金星 番付階級：幕内 - 十両 - 幕下 - 三段目 - 序二段 - 序ノ口 幕内序列：横綱 - 大関 - 関脇 - 小結 - 前頭（「#数字」は各位内の序列） |                         |                           |                         |                             |                         |                             |

引退時の地位は2011年2月28日発表の順席による。

### 幕内対戦成績
| 力士名 | 勝数 | 負数 | 力士名   | 勝数 | 負数 | 力士名 | 勝数 | 負数 | 力士名   | 勝数 | 負数 |
| ------ | ---- | ---- | -------- | ---- | ---- | ------ | ---- | ---- | -------- | ---- | ---- |
| 朝赤龍 | 2    | 1    | 安美錦   | 1    | 2    | 阿覧   | 1    | 2    | 隠岐の海 | 1    | 1    |
| 魁皇   | 0    | 1    | 臥牙丸   | 1    | 0    | 垣添   | 3    | 0    | 鶴竜     | 1    | 0    |
| 春日王 | 0    | 1    | 稀勢の里 | 0    | 1    | 北太樹 | 2    | 0    | 木村山   | 2    | 1    |
| 旭天鵬 | 3    | 1    | 豪栄道   | 1    | 2    | 光龍   | 1    | 0    | 黒海     | 0    | 3    |
| 琴欧洲 | 1    | 1    | 琴春日   | 1    | 0    | 琴奨菊 | 1    | 0    | 霜鳳     | 1    | 2    |
| 高見盛 | 3    | 1    | 豪風     | 2    | 2    | 玉乃島 | 2    | 0    | 玉鷲     | 3    | 0    |
| 時天空 | 1    | 2    | 土佐豊   | 1    | 0    | 栃煌山 | 0    | 1    | 栃ノ心   | 1    | 1    |
| 豊ノ島 | 0    | 2    | 白馬     | 1    | 2    | 白鵬   | 0    | 1    | 日馬富士 | 0    | 2    |
| 武州山 | 1    | 0    | 豊真将   | 2    | 2    | 北勝力 | 2    | 0    | 猛虎浪   | 2    | 3    |
| 嘉風   | 1    | 3    | 若の里   | 2    | 1    |        |      |      |          |      |      |